# Fokker D.V
Fokker D.V – niemiecki samolot myśliwski z 1916 roku produkcji wytwórni lotniczej Fokker w Schwerinie, wykorzystywany głównie do szkolenia. 

## Historia
W sierpniu 1916 roku zakłady Fokkera zbudowały prototyp oznaczony M.22. Było to rozwinięcie Fokkera D.II, ale o ulepszonym kształcie, co poprawiło osiągi. Samolot był dziełem Martina Kreutzera, ale po jego przedwczesnej śmierci projektowanie dokończył najprawdopodobniej Reinhold Platz. W październiku Fokker otrzymał kontrakt na 200 seryjnych maszyn, przewidzianych do celów szkoleniowych, pod warunkiem, że maszyna przejdzie rygorystyczne badania wytrzymałościowe (zakłady Fokkera miały wcześniej kłopoty z jakością dostarczanych maszyn). Testy wykazały konieczność poprawek skrzydeł i steru kierunku. Po wzmocnieniu tych elementów, w lutym 1917 roku zamówiono kolejne 50 maszyn, a kwietniu kolejne (i ostatnie) 50. Samoloty były dostarczane od stycznia do lipca 1917 roku.

## Użycie w lotnictwie
Samolot miał nieco za słaby silnik i w związku z tym używano go głównie do szkolenia, do celów bojowych preferując silniejsze Albatrosy D.I i D.II. Część maszyn służyła w dywizjonach obrony wybrzeża i obrony krajowej, ale w nich także służył głównie do treningu. Do jednostek bojowych zaczęto go wprowadzać jako maszynę do ponownego przeszkolenia pilotów do lotów na samolotach z silnikami rotacyjnymi (trójpłatowców Fokkera lub samolotów z nową generacją silników rotacyjnych). Łącznie zbudowano 216 maszyn tego typu, więcej niż wszystkich poprzednich modeli Fokkera.

## Opis konstrukcji

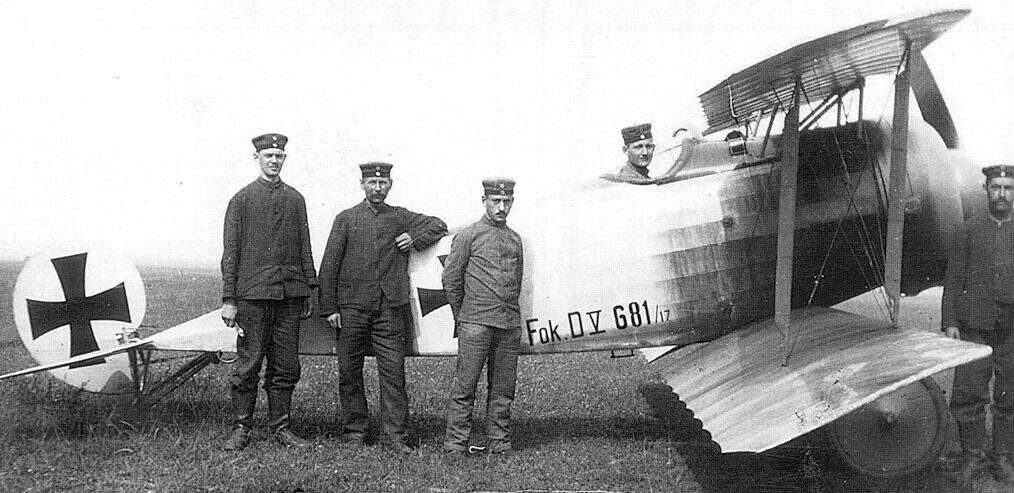

Samolot Fokker D.V był jednomiejscowym samolotem myśliwskim, zbudowanym w układzie dwupłata o cienkim profilu skrzydła. Drewniane płaty miały dwa drewniane dźwigary, połączone z pracującym na ściskanie elementem w postaci stalowej rury; żebra skrzydeł ze sklejki. Górny płat, umieszczony nad kadłubem na piramidce, o niewielkim 5° skosie, dolny – prostokątny. Lotki umieszczono tylko na płacie górnym, wyposażone w kompensację aerodynamiczną. Płat górny i dolny połączono rozpórkami i usztywnione cięgnami z drutu. Kadłub był kratownicowy, spawany z rurek stalowych, pokryty płótnem; silnik osłonięty okrągłą blaszaną obudową, z półkolistym kołpakiem na śmigle. Dawało to dość opływowy kształt, ale stosunkowo niewielki wlot powietrza między kołpakiem a obudową silnika powodował kłopoty z chłodzeniem. Samolot nie miał stateczników; usterzenie poziome było trapezoidalne, pionowe – w charakterystycznym dla Fokkerów kształcie przecinka.
Podwozie klasyczne – stałe, amortyzowane sznurem gumowym, z płozą ogonową. Napęd stanowił 100-konny silnik rotacyjny Oberursel U.I, napędzający drewniane dwułopatowe śmigło.
Uzbrojenie stanowił jeden zsynchronizowany karabin maszynowy MG 08/15 kal. 7,92 mm, zamontowany blisko kolan pilota; niektóre samoloty mogły mieć zamontowane dwa karabiny, ale większość była używana do szkolenia i nieuzbrojona.